# Фабианско общество
Фабианството, също Фабианско общество и Фабиански социализъм, е обществено-идеологическо течение обединило значителна част от британския елит през 1880-те години.
Общественото движение оказва значително въздействие върху социалната мисъл и третата основна идеология в ново време – социализма. Фабианството е също така житейска философия и икономикс. Носи името на прочутия римски пълководец Квинт Фабий Максим (изчакващия). Организационно въплъщение на фабианството е „Фабианското общество“, основано в Лондон в 1884 г.

## Символизъм
Легендата за спасението на Рим разказва, че в най-критичния момент от историята на вечния град, след загубата в битката при Кана, Ханибал забива своето копие на съдбата в портата на вечния град, но дотам му достигат силите и в крайна сметка Рим надделява над Картаген в пуническите войни. Римляните, в онзи решителен момент, се събрали на форума и отново избрали Квинт Фабий Максим за диктатор понеже проумели каква е единствено възможната и печеливша стратегия и тактика във войната.

## Основна теза – „Бързай бавно!“
Фабианството обединява в себе си предимно интелектуалци и аристократи. Изхождайки от древноримския постулат, те вярват, че превръщането на капитализма в едно социалистическо общество трябва да стане постепенно и бавно и да е в резултат на една постепенна институционална промяна и целенасочена политика. Фабианците възприемат социализма и даже го считат за необходим, но в този си възглед изхождат от обществено-икономическото развитие на Великобритания с нейната колониална империя и в този смисъл движението не се сдобива с универсалност извън англоезичния свят. Въпреки това сред водещите фигури на фабианското общество изпъкват хора като Джордж Бърнард Шоу, Хърбърт Уелс, Джон Мейнард Кейнс, Бертран Ръсел (по-късни последователи на фабианците са Осуалд Моузли и Джордж Оруел).
Фабианците определят колективния си мироглед в доклад, представен на Международния социалистически конгрес в Лондон през 1896 г., с който документ се стремят да въздействат върху британското общество и да окажат политически натиск в една демократична посока с цел възприемане на социалистически начин на организация на обществото, така че материалния живот да бъде напълно независим от частния, наричан още капиталистически сектор. От друга страна фабианците не взимат обобщено становище по въпросите за брака, религията, изкуството и т.н. Фабианците се разграничават категорично от социалдемократите по него време, тъй като не вярват в един социален катаклизъм, и не признават (по-точно отхвърлят) революцията като „средство за успеха“, нито я желаят и допускат. Залагат предимно на еволюцията и естественото развитие на обществото в нормални условия на първо място.
Успехът на социалистическите идеи трябва да настъпи постепенно по примера с Квинт Фабий Максим победил Ханибал и избавил и спасил Древен Рим от Картаген.
Фабианското общество и идеи оказват значимо въздействие върху мисълта на 20 век, най-трагичния в историята. Символична е и годината на учредяване на „Фабианското общество“ – годината след смъртта на Карл Маркс, когото като идеолог и мислител (заедно с Фердинанд Ласал) обществото не одобрява.